# Jamal Crawford
Aaron Jamal Crawford (Seattle, 20 marzo 1980) è un ex cestista statunitense, professionista nella NBA.
Veterano della lega, è considerato tra i migliori di sempre nel ball-handling. Giocatore eccezionale come sesto uomo, ha segnato più di 10.000 punti partendo dalla panchina e, insieme a Lou Williams, detiene il record di più NBA Sixth Man of the Year Award vinti, 3. Risulta attualmente l'11° miglior tiratore da tre punti nella storia della NBA e detiene il record per il maggior numero di giocate da 4 punti. Nel 2018 ha vinto l'NBA Teammate of the Year Award.

## Biografia
Nato a Seattle, è molto legato alla città.
Crawford ha rinnovato la vecchia "Seattle Pro-Am", fondata nel 1996 da Doug Christie, rinominandola "The Crawsover Pro-Am", com'è nota tuttora. Si tratta di un campionato estivo che prende piede nella off-season e a cui partecipano giocatori professionisti e dilettanti. Le partite si svolgono presso la Seattle Pacific University e l'ingresso è gratuito. "The Crawsover" nasce con lo scopo di riportare le stelle NBA a Seattle, che nel 2008 ha visto la sua franchigia storica, i Seattle SuperSonics, essere trasferita a Oklahoma City. Tra i giocatori più noti che ne hanno preso parte troviamo LeBron James, Kobe Bryant, Kevin Durant, Isaiah Thomas, Chris Paul, Blake Griffin, Jayson Tatum, Kyrie Irving e Trae Young, nonché molti nativi di Seattle tra cui Paolo Banchero, Zach LaVine, Jason Terry, Nate Robinson, Brandon Roy, Dejounte Murray e Kevin Porter Jr..

## Carriera

### I primi anni
Dopo una sola stagione alla University of Michigan è stato scelto nei draft NBA 2000 al numero 8 assoluto dai Cleveland Cavaliers che lo hanno però immediatamente girato ai Chicago Bulls in cambio di Chris Mihm. La sua prima stagione ai Bulls gioca una stagione al di sotto delle aspettative con 4,6 punti di media e il 35,2% al tiro. Il secondo anno le sue cifre sono però raddoppiate con 9,3 punti a partita con il 47,6% dal campo.

### La consacrazione
Nella terza stagione Crawford assume stabilmente il ruolo di sesto uomo, ruolo che interpreta alla perfezione con 10,7 punti segnati. L'anno dopo il giocatore di Seattle stupisce molti addetti ai lavori con un'ottima stagione che gli vale 17,3 punti a partita e l'abbattimento - con 165 tiri da tre punti segnati - del record di franchigia precedente, appartenente a Scottie Pippen con 156. Produce anche una singola partita segnando 50 punti contro i Toronto Raptors.

### Il trasferimento a New York
Alla fine dell'anno Crawford viene ceduto ai New York Knicks in cambio di Othella Harrington, Frank Williams, Cezary Trybański e Dikembe Mutombo. La sua prima stagione a New York è molto positiva dal punto di vista individuale, ma deludente da quello dei risultati di squadra date le grandi aspettative che c'erano sulla squadra della Grande Mela. Crawford segna 17,7 punti a partita, secondo marcatore della squadra dietro Stephon Marbury. L'anno dopo la sua media punti scende a 14,3, forse anche a causa del suo ritorno al ruolo di sesto uomo.

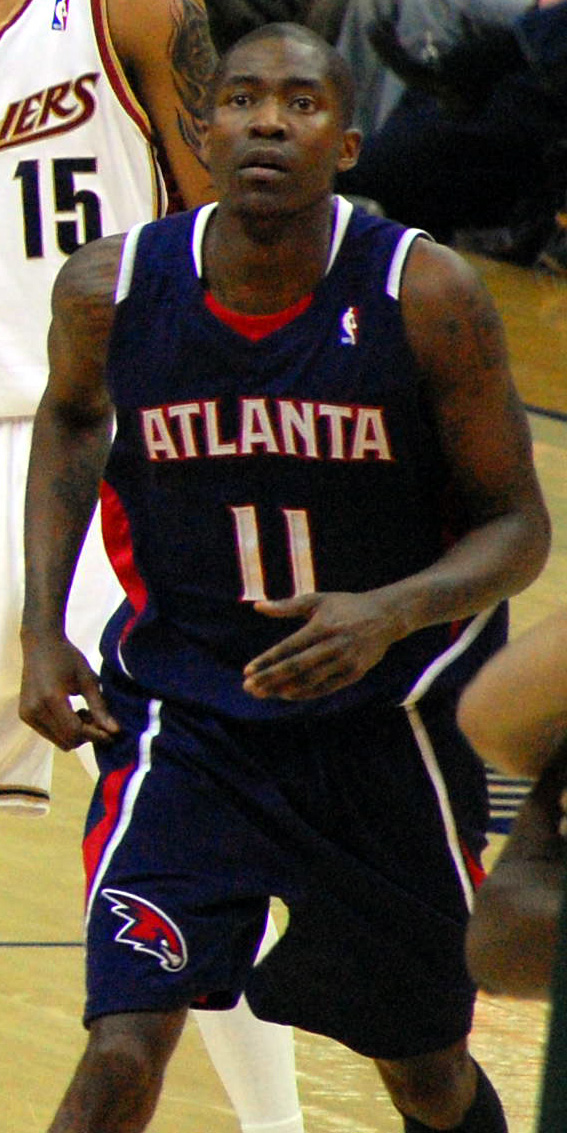
Crawford con gli Atlanta Hawks nel 2010

### Warriors ed Atlanta
Il 21 novembre 2008 viene scambiato con i Golden State Warriors in cambio di Al Harrington. L'anno successivo, il 24 giugno 2009, viene scambiato con Acie Law e Speedy Claxton trasferendosi agli Atlanta Hawks.

### Portland Trail Blazers e Los Angeles Clippers
Il 15 dicembre del 2011, Crawford firma per la franchigia dei Portland Trail Blazers, andando a colmare nel roster il vuoto lasciato dal ritiro prematuro di Brandon Roy, suo amico fraterno.
In seguito si trasferisce ai Los Angeles Clippers, compagine in cui milita per 5 stagioni.

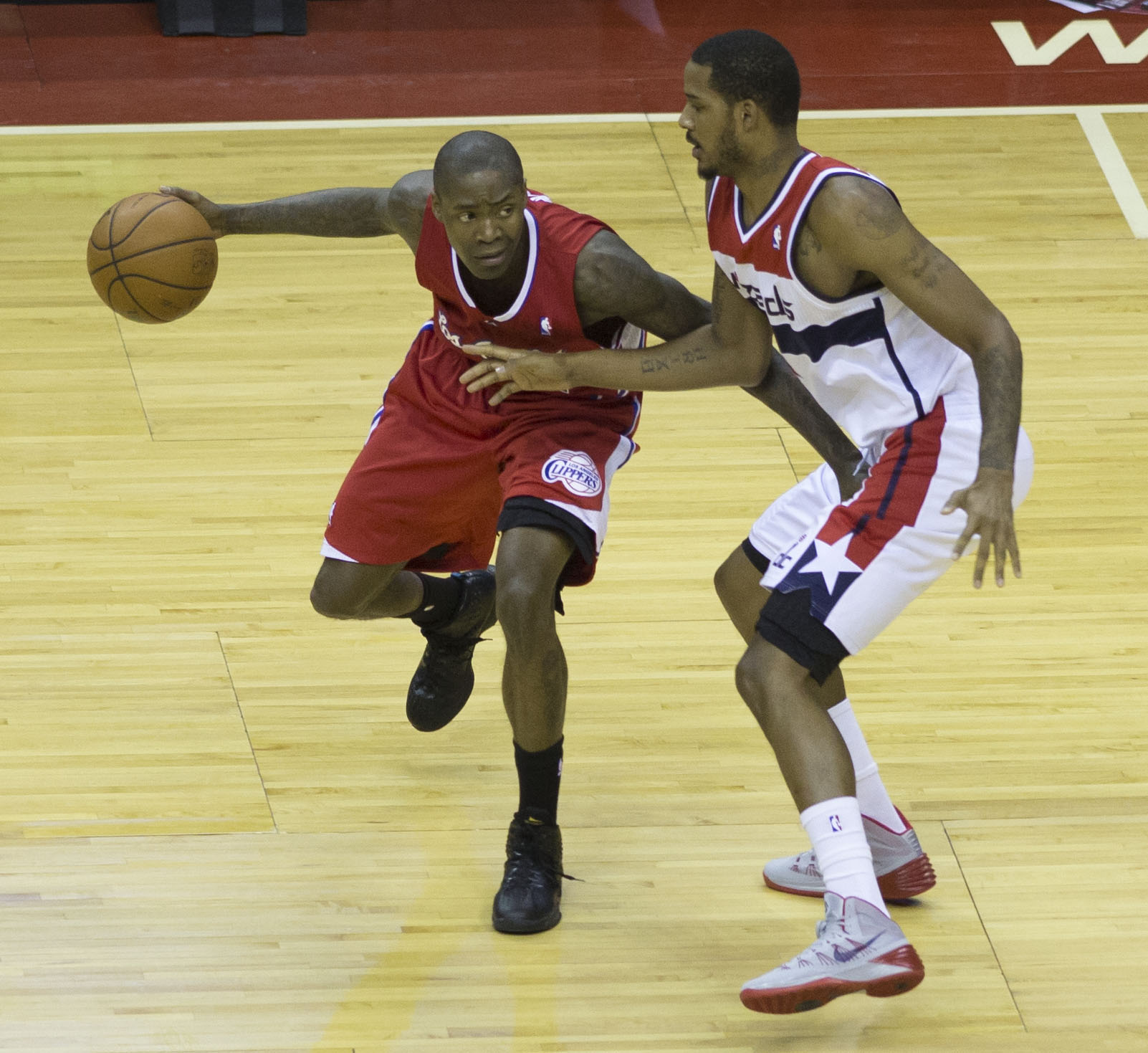
Crawford ai Los Angeles Clippers nel 2014

### Minnesota, Phoenix e Brooklyn
Il 9 luglio 2017 firma per i Minnesota Timberwolves, che lascia dopo una sola stagione per accasarsi ai Phoenix Suns. Il 9 aprile 2019, a 39 anni e 20 giorni, segna 51 punti dalla panchina nella partita tra Phoenix e Dallas battendo il record di giocatore più anziano a totalizzare più di 50 punti, detenuto da Michael Jordan con 38 anni e 315 giorni dal 29 dicembre 2001, e quello del maggior numero di punti segnati da un giocatore non nella formazione titolare, detenuto da Nick Anderson con 50 punti dal 23 aprile 1993.

## Statistiche

### College
| Anno      | Squadra             | PG | PT | MP   | TC%  | 3P%  | TL%  | RP  | AP  | PRP | SP  | PP   |
| --------- | ------------------- | -- | -- | ---- | ---- | ---- | ---- | --- | --- | --- | --- | ---- |
| 1999-2000 | Michigan Wolverines | 17 | 16 | 33,9 | 41,2 | 32,7 | 78,4 | 2,8 | 4,5 | 1,1 | 0,9 | 16,6 |
| Carriera  | Carriera            | 17 | 16 | 33,9 | 41,2 | 32,7 | 78,4 | 2,8 | 4,5 | 1,1 | 0,9 | 16,6 |

### NBA

#### Regular Season
| Anno      | Squadra             | PG    | PT  | MP   | TC%  | 3P%  | TL%   | RP  | AP  | PRP | SP  | PP   |
| --------- | ------------------- | ----- | --- | ---- | ---- | ---- | ----- | --- | --- | --- | --- | ---- |
| 2000-2001 | Chicago Bulls       | 61    | 8   | 17,2 | 35,2 | 35,0 | 79,4  | 1,5 | 2,3 | 0,7 | 0,2 | 4,6  |
| 2001-2002 | Chicago Bulls       | 23    | 6   | 20,9 | 47,6 | 44,8 | 76,9  | 1,5 | 2,4 | 0,8 | 0,2 | 9,3  |
| 2002-2003 | Chicago Bulls       | 80    | 31  | 24,9 | 41,3 | 35,5 | 80,6  | 2,3 | 4,2 | 1,0 | 0,3 | 10,7 |
| 2003-2004 | Chicago Bulls       | 80    | 73  | 35,1 | 38,6 | 31,7 | 83,3  | 3,5 | 5,1 | 1,4 | 0,4 | 17,3 |
| 2004-2005 | N.Y. Knicks         | 70    | 67  | 38,4 | 39,8 | 36,1 | 84,3  | 2,9 | 4,3 | 1,3 | 0,3 | 17,7 |
| 2005-2006 | N.Y. Knicks         | 79    | 27  | 32,3 | 41,6 | 34,5 | 82,6  | 3,1 | 3,8 | 1,1 | 0,2 | 14,3 |
| 2006-2007 | N.Y. Knicks         | 59    | 36  | 37,3 | 40,0 | 32,0 | 83,8  | 3,2 | 4,4 | 1,0 | 0,1 | 17,6 |
| 2007-2008 | N.Y. Knicks         | 80    | 80  | 39,9 | 41,0 | 35,6 | 86,4  | 2,6 | 5,0 | 1,0 | 0,2 | 20,6 |
| 2008-2009 | N.Y. Knicks         | 11    | 11  | 35,6 | 43,2 | 45,5 | 76,1  | 1,5 | 4,4 | 0,8 | 0,0 | 19,6 |
| 2008-2009 | G.S. Warriors       | 54    | 54  | 38,6 | 40,6 | 33,8 | 88,9  | 3,3 | 4,4 | 0,9 | 0,2 | 19,7 |
| 2009-2010 | Atlanta Hawks       | 79    | 0   | 31,1 | 44,9 | 38,2 | 85,7  | 2,5 | 3,0 | 0,8 | 0,2 | 18,0 |
| 2010-2011 | Atlanta Hawks       | 76    | 0   | 31,1 | 42,1 | 34,1 | 85,4  | 1,7 | 3,2 | 0,8 | 0,2 | 14,2 |
| 2011-2012 | Portland T. Blazers | 60    | 6   | 26,9 | 38,4 | 30,8 | 92,7* | 2,0 | 3,2 | 0,9 | 0,2 | 13,9 |
| 2012-2013 | L.A. Clippers       | 76    | 0   | 29,3 | 43,8 | 37,6 | 87,1  | 1,7 | 2,5 | 1,0 | 0,2 | 16,5 |
| 2013-2014 | L.A. Clippers       | 69    | 24  | 30,3 | 41,6 | 36,1 | 86,6  | 2,3 | 3,2 | 0,9 | 0,2 | 18,6 |
| 2014-2015 | L.A. Clippers       | 64    | 4   | 26,6 | 39,6 | 32,7 | 90,1  | 1,9 | 2,5 | 0,9 | 0,2 | 15,8 |
| 2015-2016 | L.A. Clippers       | 79    | 5   | 26,9 | 40,4 | 34,0 | 90,4  | 1,8 | 2,3 | 0,7 | 0,2 | 14,2 |
| 2016-2017 | L.A. Clippers       | 82    | 1   | 26,3 | 41,3 | 36,0 | 85,7  | 1,6 | 2,6 | 0,7 | 0,2 | 12,3 |
| 2017-2018 | Minnesota T'wolves  | 80    | 0   | 20,7 | 41,5 | 33,1 | 90,3  | 1,2 | 2,3 | 0,5 | 0,1 | 10,3 |
| 2018-2019 | Phoenix Suns        | 64    | 0   | 18,9 | 39,7 | 33,2 | 84,5  | 1,3 | 3,6 | 0,5 | 0,2 | 7,9  |
| 2019-2020 | Brooklyn Nets       | 1     | 0   | 6,0  | 50,0 | 50,0 | 0,0   | 0,0 | 3,0 | 0,0 | 0,0 | 5,0  |
| Carriera  | Carriera            | 1.327 | 433 | 29,4 | 41,0 | 34,8 | 86,2  | 2,2 | 3,4 | 0,9 | 0,2 | 14,6 |

#### Play-off
| Anno     | Squadra            | PG | PT | MP   | TC%  | 3P%  | TL%  | RP  | AP  | PRP | SP  | PP   |
| -------- | ------------------ | -- | -- | ---- | ---- | ---- | ---- | --- | --- | --- | --- | ---- |
| 2010     | Atlanta Hawks      | 11 | 0  | 31,9 | 36,4 | 36,0 | 84,5 | 2,7 | 2,7 | 0,8 | 0,1 | 16,3 |
| 2011     | Atlanta Hawks      | 12 | 0  | 29,8 | 39,4 | 35,0 | 82,4 | 1,3 | 2,5 | 0,8 | 0,3 | 15,4 |
| 2013     | L.A. Clippers      | 6  | 0  | 26,8 | 38,7 | 27,3 | 100  | 2,0 | 1,7 | 0,5 | 0,2 | 10,8 |
| 2014     | L.A. Clippers      | 13 | 0  | 24,1 | 39,8 | 34,2 | 88,6 | 1,5 | 2,0 | 0,9 | 0,2 | 15,5 |
| 2015     | L.A. Clippers      | 14 | 0  | 27,1 | 36,0 | 24,3 | 86,7 | 2,1 | 1,9 | 0,9 | 0,2 | 12,7 |
| 2016     | L.A. Clippers      | 6  | 1  | 33,2 | 37,9 | 19,0 | 88,0 | 2,2 | 2,2 | 1,7 | 0,0 | 17,3 |
| 2017     | L.A. Clippers      | 7  | 0  | 28,0 | 42,2 | 24,0 | 100  | 1,3 | 1,9 | 0,6 | 0,1 | 12,6 |
| 2018     | Minnesota T'wolves | 5  | 0  | 24,6 | 44,7 | 41,2 | 76,9 | 2,6 | 2,4 | 1,0 | 0,0 | 11,8 |
| Carriera | Carriera           | 74 | 1  | 28,1 | 38,6 | 30,7 | 86,5 | 1,9 | 2,2 | 0,9 | 0,2 | 14,3 |

#### Massimi in carriera
- Massimo di punti: 52 vs Miami Heat (26 gennaio 2007)[11]
- Massimo di rimbalzi: 11 (2 volte)
- Massimo di assist: 14 vs New York Knicks (17 dicembre 2018)
- Massimo di palle rubate: 6 (2 volte)
- Massimo di stoppate: 3 vs Dallas Mavericks (19 novembre 2004)
- Massimo di tiri da tre: 8 vs Miami Heat (26 gennaio 2007)
- Massimo di tiri liberi: 17 vs Charlotte Hornets (20 dicembre 2008)

### College
| Anno      | Squadra             | PG | PT | MP   | TC%  | 3P%  | TL%  | RP  | AP  | PRP | SP  | PP   |
| --------- | ------------------- | -- | -- | ---- | ---- | ---- | ---- | --- | --- | --- | --- | ---- |
| 1999-2000 | Michigan Wolverines | 17 | 15 | 33,9 | 41,2 | 32,7 | 78,4 | 2,8 | 4,5 | 1,1 | 0,9 | 16,6 |
| Carriera  | Carriera            | 17 | 15 | 33,9 | 41,2 | 32,7 | 78,4 | 2,8 | 4,5 | 1,1 | 0,9 | 16,6 |

## Record
- Unico giocatore nella storia della NBA ad aver segnato 50+ punti in una singola partita con quattro franchigie diverse:

Chicago Bulls (2004), New York Knicks (2007), Golden State Warriors (2008) e Phoenix Suns (2019).
- Uno dei due giocatori ad aver vinto per tre volte l’NBA Sixth Man of the Year Award, l'altro è Lou Williams.
- Giocatore più anziano ad aver segnato 50+ punti in una singola partita NBA, superando il 9 aprile 2019 il precedente primato di Michael Jordan.

## Palmarès
- NBA Sixth Man of the Year: 2010, 2014, 2016
- NBA Teammate of the Year: 2018
- Miglior tiratore di liberi NBA (2012)